# Iglesia Cristiana (Discípulos de Cristo)
La Iglesia Cristiana (Discípulos de Cristo) (también conocidos simplemente como Discípulos) son una denominación cristiana restauracionista fundada por Thomas y Alexander Campbell en la región de los Apalaches a comienzos del siglo XIX. Tenían como fin restaurar el cristianismo primitivo y acabar con el denominacionalismo.

## Historia
En el oeste de Pensilvania y Virginia (actual Virginia Occidental), Thomas Campbell y su hijo Alexander decidieron separarse de los presbiterianos, cansados de las denominaciones y divisiones cristianas luego de intentar unificar a las distintas ramas cristianas, propuesta que no había sido aceptada por su misma iglesia.[cita requerida] Por separado y sin conocerse, Barton W. Stone comenzó en Cane Ridge, condado de Bourbon, Kentucky, el grupo que se llamaba simplemente cristianos.[cita requerida]
Al principio los Campbell se unieron a las iglesias bautistas, pero pronto se separaron por diferencias de ideas, formando el grupo de protestantes Discípulos de Cristo.[cita requerida]
En 1838 se les unieron los seguidores de Barton Stone, adoptando el nombre de Cristianos o Iglesia Cristiana.[cita requerida]
En 1922 adoptaron el nombre Iglesia de Cristo, y en 1930 se unieron a los congregacionalistas.

## Doctrina
Los Discípulos de Cristo creen en la Biblia, practican el bautismo por inmersión, la comunión es libre y celebran la eucaristía abierta a cualquier cristiano. Es presidida semanalmente por miembros legos, que deben haber obtenido título o equivalente de Educación Secundaria Obligatoria, carecer de antecedentes penales, llevar bautizado en esta rama cristiana un mínimo de 5 años y haber aprobado el curso de capacitación de lego coordinador de oficios de esta rama cristiana. Los legos pueden ser hombres y mujeres y no se les prohíbe casarse.[cita requerida]

## Miembros famosos
- J. William Fulbright, senador de Arkansas.
- James A. Garfield, presidente de los EE. UU., ministro ordenado de los Discípulos de Cristo.
- David Lloyd George, primer ministro del Reino Unido.
- Lyndon B. Johnson, presidente de los EE. UU.. Fue ministro de jóvenes de esa denominación.
- Ronald Reagan, presidente de los EE. UU., aunque en los últimos años de su vida era miembro de la Iglesia Presbiteriana de Bel Air.
- Harland David Sanders (conocido como Coronel Sanders), fundador de Kentucky Fried Chicken.
- 7th Heaven (serie de televisión).